# فورست بارك (إلينوي)
فورست بارك (بالإنجليزية: Forest Park)‏ هي قرية تقع في الولايات المتحدة في مقاطعة كوك، إلينوي. يقدر عدد سكانها بـ 14,167 نسمة .

## الموقع الجغرافي
الموقع الجغرافي للمناطق المحيطة بهذه النقطة هو كالتالي:

## معرض صور

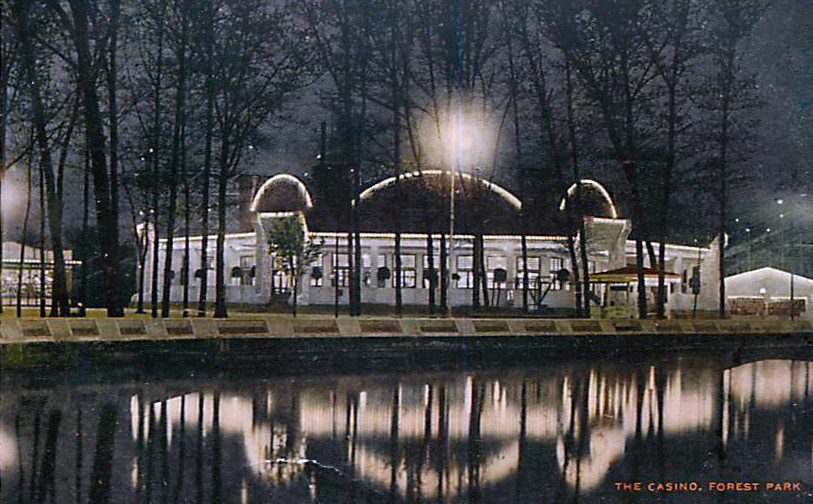
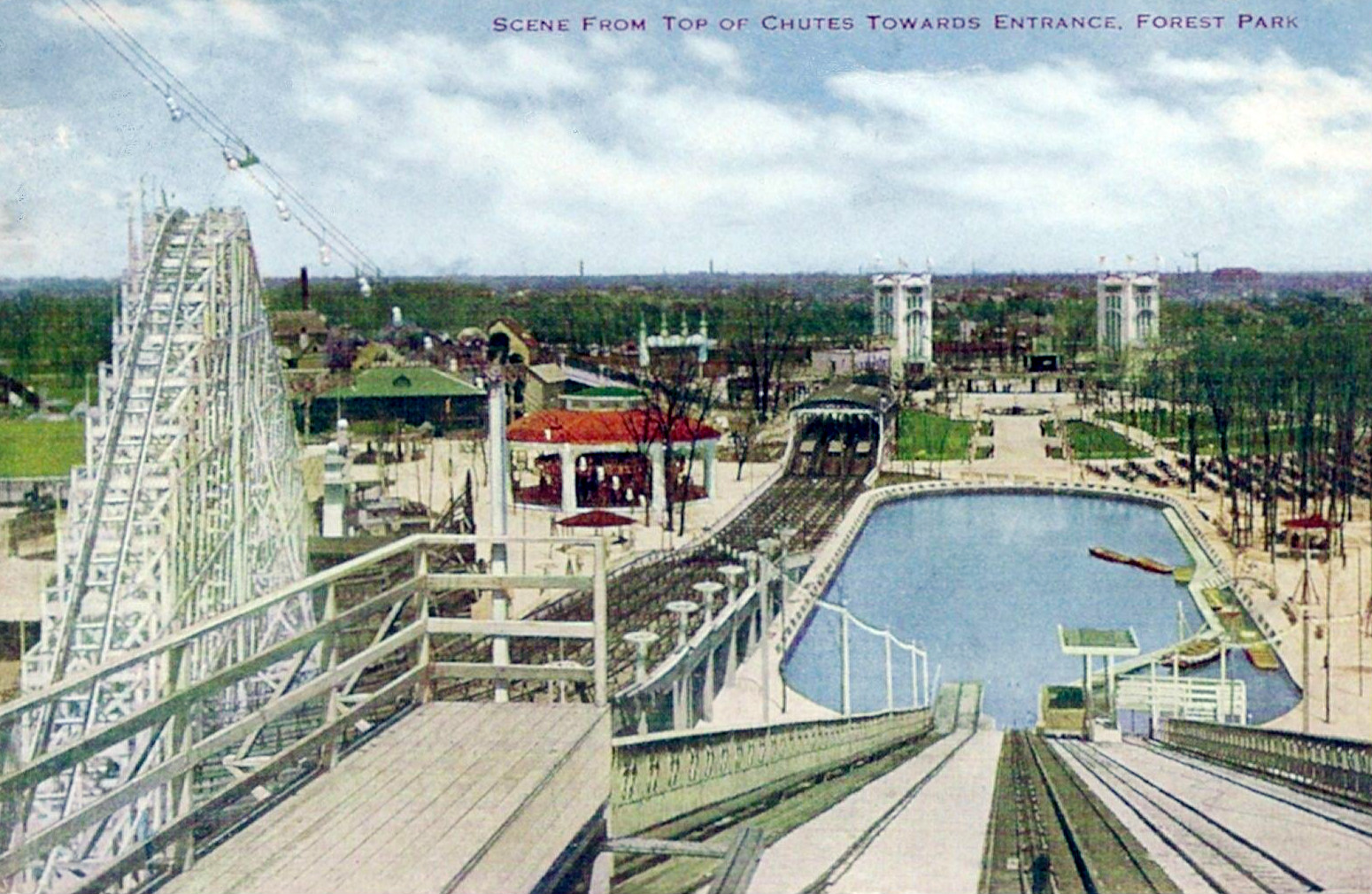
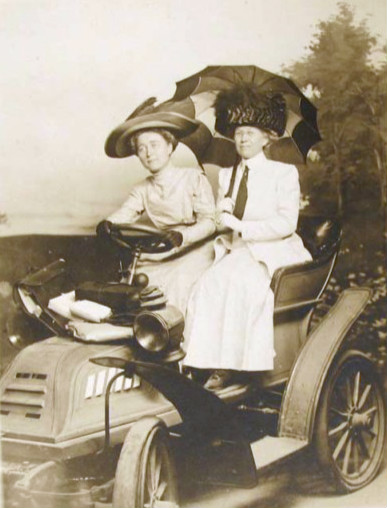
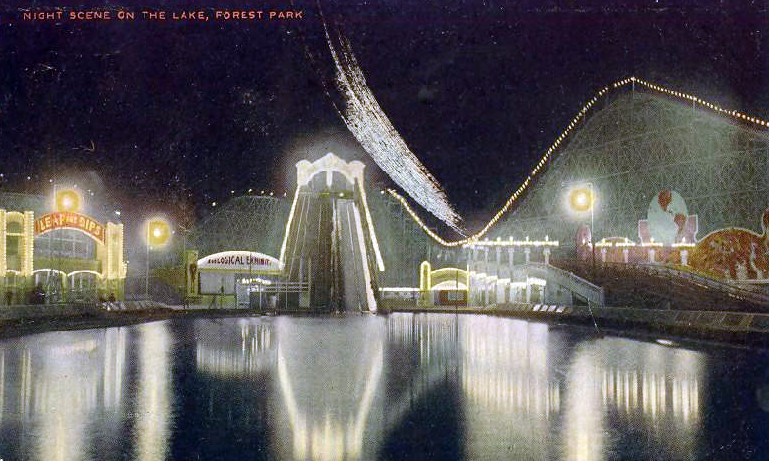
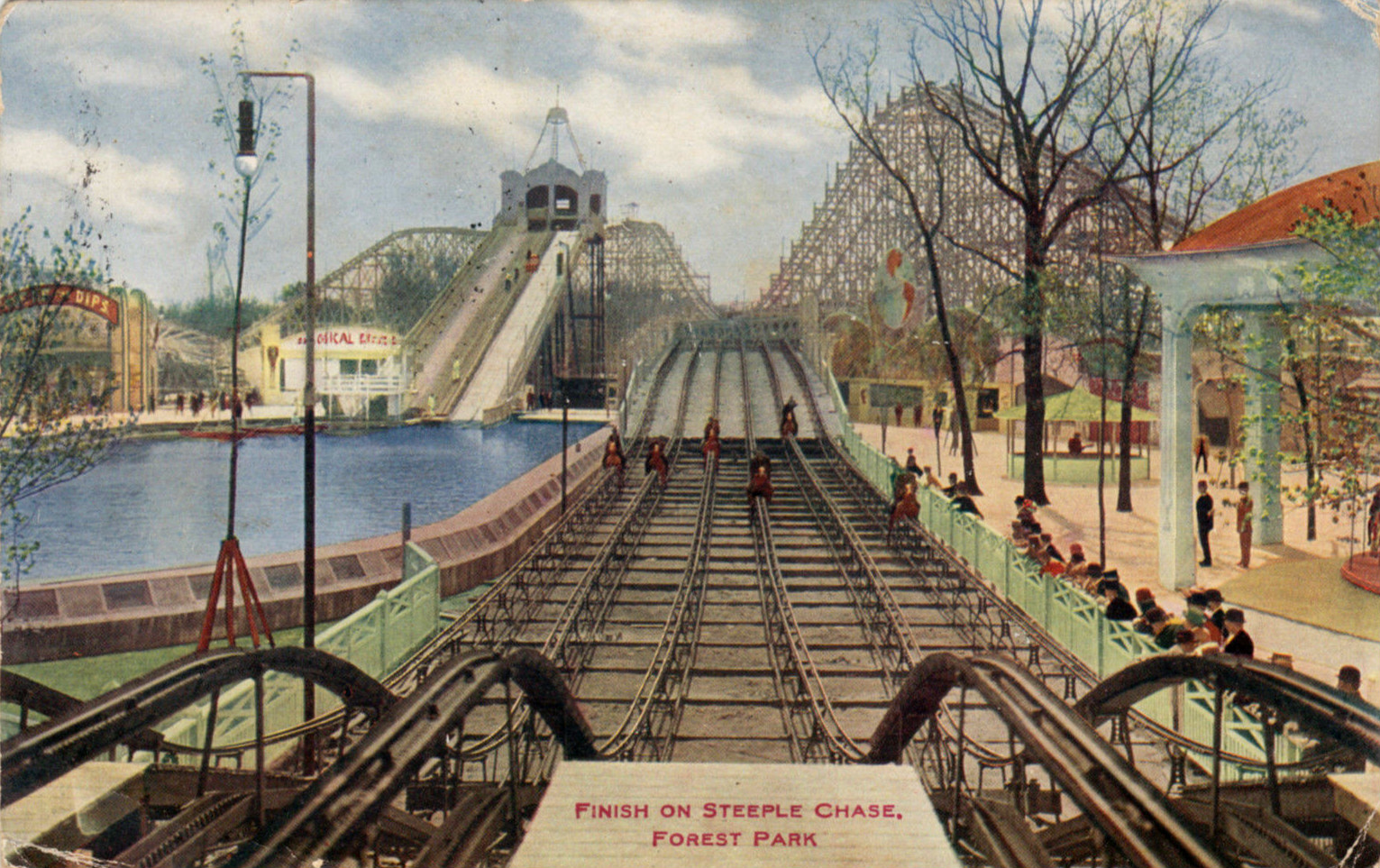
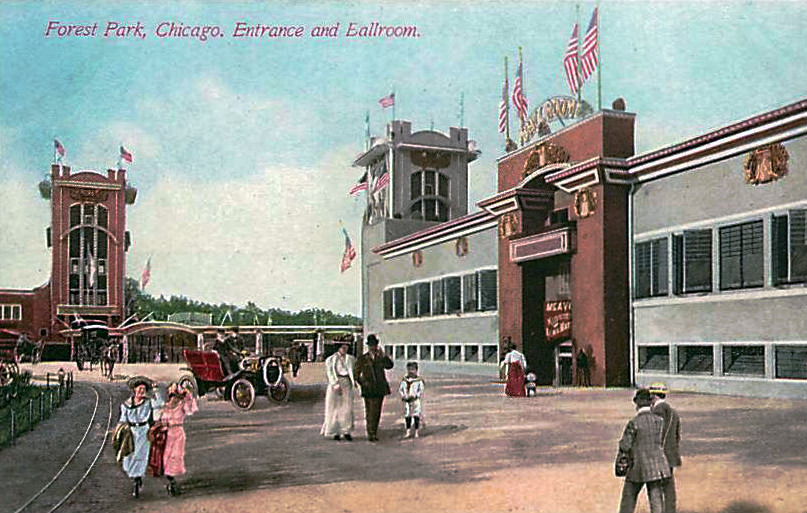

## أعلام
- ارين براون
- إرف لانج
- بيغي فنتون